# Алексије V Дука Мурзуфл
Алексије V Дука Мурзуфл (грч. Αλέξιος Ε΄ Δούκας Μούρτζουφλος, погубљен крајем децембра 1205. године у Цариграду) је био византијски војсковођа, протовестијар и владајући цар током кратког периода (05.02.—12.04. 1204) у завршној фази крсташке опсаде Цариграда 1204. године. Он је 1200. године због учешћа у побуни Јована Комнина против цара Алексија III (1195—1203) нашао у затвору у коме је остао све до Алексијевог бекства из Цариграда средином јула 1203. године односно до доласка крсташа и повратка на власт слепог цара Исака II (прва влада 1185—1195, друга влада 1203—1204) и његовог сина Алексија IV (1195—1203). Након обнове непријатељстава са крсташима IV крсташког похода у новембру 1203. године Мурзулф се са браћом Ласкарис (Теодор (1205—1222) и Константин (1204)) нашао на челу одбране града, а он лично је заповедао византијском флотом током неуспешног покушаја да се спале крсташки бродови у Златном рогу. Притисак крсташа на град, довео је до пуча у самом Цариграду у коме су 25. јануара збачени Анђели са власти, а 05.02. је за новог цара овенчан сам Мурзулф. Он је покушао да се супротстави крсташким ударима на град, због чега је пробао да их победи у отвореној борби на њиховом повратку из пљачкања оближње Филеје, али су том приликом Византинци тешко поражени, сам Алексије се једва спасао да не буде заробљен, док је крсташима у руке пала чудотворна икона Богородице, за коју се сматрало да је дело јеванђелисте Луке. Без обзира на пораз он је наставио отпор све до 12.04. када је током ноћи напустио град у пратњи супруге и ћерке цара Алексија III. Наредног дана крсташи су преко морског бедема на Златном рогу продрли у град и срушили Византијско царство. Мурзулф је после напуштања града отишао у Месинопољ којим је управљао бивши цар коме је вратио жену и ћерку Евдокију са којом се након тога оженио. Без обзира на то, његов таст га је једном приликом ухватио и ослепео, после чега је завршио у крсташким рукама. Свој живот је завршио тако што су га крсташи због убиства цара Алексија IV (који је у тамници задављен 08.02.), погубили бацањем са Теодосијевог стуба у Цариграду.
Његово породично име било је Дука, али је био познат и по надимку Моурзуфул или Мурзуфл (Μουρτζουφλος), што се односило или на жбунасте, надвишене обрве или мрзовољан, суморан карактер. Добио је власт државним ударом у палати, убивши своје претходнике у том процесу. Иако је снажно покушавао да одбрани Цариград од крсташке војске, његови војни напори су се показали неефикасним. Његове акције су добиле подршку масе становништва, али је отуђио елиту града. Након пада, пљачке и окупације града, цара Алексија V је ослепео његов таст, бивши цар Алексије III, а касније га је погубио нови латински режим. Био је последњи византијски цар који је владао у Цариграду до византијског поновног заузимања Цариграда 1261. године.

## Порекло и карактер
Иако поседује презиме које користи водећа византијска аристократска породица, врло је мало са сигурношћу познато порекло Алексија Дуке Мурзуфла. Племићка и царска породица Дука није била једина породица Дука, јер су то презиме користиле и многе породице скромног порекла. Тврдило се да је Алексије Дука био пра-праунук цара Алексија I Комнина (1081–1118) по женској линији (когнатског порекла). То није немогуће, јер су сви други византијски цареви, као и већина узурпатора, тог периода имали везе са бившом царском династијом Комнина, било пореклом или браком. Предложена је прецизнија теорија да је он био син Исака Дуке и да је био рођак цара Алексија III Анђела (1203–1204). У писму упућеном папи Иноћентију III, наводи се да је Алексије Дука Мурзуфл био „крвни сродник“ цара Алексија IV Анђела.
Савремени историчар Никита Хонијат отпуштен је са дужности као логотет тајни од стране Мурзуфла. Стога би његова процена царевог карактера могла бити пристрасна; међутим, Хонијат сматра да је био изузетно паметан по природи, иако арогантан у свом понашању и развратан.

## Политичке интриге и узурпација
Учешће Алексија Дуке Мурзуфла у покушају свргавања цара Алексија III Анђела (1195–1203) од стране Јована Комнина Дебелог 1200. довело је до његовог затварања. Мурзуфл је вероватно био у затвору од 1201. до повратка на престо цара Исака II Анђела (1185–1195, 1203–1204), брата и претходника цара Алексија III.
Исак II, заједно са својим сином Алексијем IV Анђелом, враћен је на престо интервенцијом вођа Четвртог крсташког рата у јулу 1203. године. Након пуштања на слободу, Мурзуфл је добио дворску титулу протовестијара (шефа царских финансија). Био је два пута ожењен, али је наводно био љубавник принцезе Евдокије Анђел, ћерке цара Алексија III.
До почетка 1204. године, популарност цара Исака II и цар Алексија IV, знатно је опала међу становницима Константинопоља, узрок томе, су  њихови напори да заштите град од латинских крсташа и њихових млетачких савезника, а грађани су постајали немирни. И крсташи су губили стрпљење према царевима; побунили су се и запалили град када новац и помоћ коју је обећао цар Алексије IV није исплаћен. Пожари су захватили око шестину површине Цариграда и можда су до трећине становништва остали без крова над главом; дислокација и очај погођених на крају су умањили вољу народа да се одупру крсташима. Алексије Дука Мурзуфл се појавио као вођа антилатинског покрета у граду. Популарност међу становницима Цариграда стекао је истакавши се својом храброшћу предводећи напад на Латине код „Трипетос Литоса“; у овом окршају његов коњ је посрнуо и био би убијен или заробљен да га група младих стрелаца из града није бранила. Мурзуфл је искористио мржњу народа према Латинима за своје личне амбиције.
Грађани Константинопоља су се побунили крајем јануара 1204. и у хаосу је иначе опскурни племић по имену Никола Канав проглашен за цара, иако није хтео да прихвати круну. Двојица царева - савладара су се затворила у палати Влахерна и поверили Мурзуфлу мисију да потражи помоћ од крсташа, или су га барем обавестили о својим намерама. Уместо да ступи у контакт са крсташима, Мурзуфл је у ноћи између 28. и 29. јануара 1204. године, искористио приступ палати да подмити „носаче секире“ (Варјашку гарду) и уз њихову подршку ухапсио цареве. Хонијат наводи да је Мурзуфл, када је подмићивао стражаре, имао помоћ евнуха са приступом царској ризници. Чини се да је подршка Варјага била од велике важности за успех дворског преврата, иако је Мурзуфл такође имао помоћ својих рођака и сарадника. Млади цар Алексије IV је на крају задављен у затвору; док је његов отац цар Исак II, и ослабљен и слеп, умро отприлике у време дворског преврата, а његова смрт се на различите начине приписује страху, тузи или малтретирању. Канав је у почетку био поштеђен и понуђено му је место у управи под царем Алексијем V, али је он то одбио као и све друге цареве позиве да преузме неки положај на двору,  након чега је уточиште потражио у храму Свете Софије; одатле је насилно извучен и убијен на степеништу храма.

## Цар
Време смрти свргнутих царева и Канава и њихов однос са крунисањем Алексија V су проблематични. Чини се да је Алексије V био проглашен за цара већ у ноћи када је кренуо против царева Анђела, 27. јануара. Крунисан је убрзо након тога, 5. фебруара или око тог датума.
Пронашавши ризницу празну, нови цар је запленио новац од аристократије и високих званичника и ставио га у јавну употребу. Ови поступци донели су цару Алексију V популарност међу грађанима престонице, али су погоршали његове односе са многим истакнутим присталицама. Када се учврстио на престолу, цар Алексије V је затворио капије града за крсташе и ојачао утврђења. Са мачем у руци, био је активан у вођењу напада на крсташа у потрази за залихама. Хенрик од Фландрије је 2. фебруара повео део војске крсташа у Филеу (или Филејас), како би набавио залихе хране. Док се враћао према Константинопољу, цар Алексије V је напао његову позадину. Византинци су поражени, царска застава и важна икона Богородице (Панагија Никопоја) су заробљени. Византинци су у сукобу изгубили неке од својих најбољих војника, а цар Алексије V је имао срећу што је успео да побегне. Отприлике у то време цар Алексије V је покушао да уништи крсташку флоту запаљеним бродовима, али напад је био неуспешан.
Губитак иконе, која се традиционално сматрала физичким оличењем божанске заштите града, био је тежак психолошки ударац. Њено поседовање од стране крсташа уверило је многе становнике Цариграда да је победа Западњака сада божански одобрена, као казна за грехе Византинаца.
Око 8. фебруара, цар Алексије V се састао са дуждом Венеције, Енриком Дандолом, ради мировних преговора. Услови које је Млечанин поставио били су, међутим, претешки да би их Византинци прихватили. Хонијат наводи да је састанак приведен крају изненадним нападом крсташке коњице на цара Алексија V и његову пратњу, при чему је цар за длаку избегао заробљавање. Цар Алексије IV је вероватно убијен истог дана; Инсистирање крсташа да он буде враћен на престо је можда убрзало његову смрт. Када је вест о смрти цара Алексија IV стигла до крсташа, односи између њих и цара Алексија V су се додатно погоршали. Чини се да је присилно протеривање свих Латина који су живели у Цариграду у марту била прекретница која је навела крсташе да почну да активно преговарају међу собом о подели Византијског царства. Такође су почели да се припремају за свој последњи јуриш на град, који се догодио следећег месеца.

## Пад Цариграда, бекство и смрт
Браниоци Цариграда су 9. априла одбили крсташки напада. Међутим, други напад крсташа три дана касније показао се превише јаким да би га одбили. Пробијајући зидине у близини Петрије капије, крсташи су ушли у град и опљачкали палату Влахерна. Цар Алексије V је покушао да окупи народ у одбрану града, али безуспешно. Цар Алексије V се затим укрцао на рибарски чамац и побегао из града према Тракији у ноћи 12. априла 1204, у пратњи принцезе Евдокије Анђел и њене мајке царице Еуфросине Дука Каматер. У Светој Софији је Константин Ласкарис проглашен за цара, али пошто није успео да убеди Варјаге да наставе борбу, у раним сатима 13. априла и он је побегао, остављајући Константинопољ под контролом крсташа.
Цар Алексије V и његови сапутници су на крају стигли до Мосинопоља, који су заузели свргнути цар Алексије III Анђел и његови следбеници. У почетку су били добро примљени, а цар Алексије V се оженио принцезом Евдокијом Анђел. Касније је, међутим, цар Алексије III организовао да његов нови зет буде заробљен и ослепљен, чиме је постао неприкладан за царски трон. Пошто су га напустиле и његове присталице и његов таст, цар Алексије V је заробљен близу Мосинопоља, или вероватно у Анадолији, од стране Латина који су напредовали под командом Тјерија де Лоса у новембру 1204. године. По повратку у Цариград као затвореник, цару Алексију V је суђено за издају цара Алексија IV. У свом суђењу слепи бивши цар је тврдио да је цар Алексије IV тај који је починио издају своје земље, јер је намеравао да позове крсташе да уђу у Цариград. Пошто је осуђен, погубљен је на нов начин: бачен је у смрт са врха Теодосијевог стуба.
Нови, страни, латински режим освајача у Цариграду је можда посматрао јавно суђење и погубљење човека који је убио последњег „легитимног цара“ као начин да баци ауру легитимитета на себе. Цар Алексије V је био последњи византијски цар који је владао у Цариграду пре успостављања Латинског царства, које је контролисало град наредних 57 година, све док га није повратио никејски цар Михаило VIII Палеолог 1261. године.